# Лохусуу (волость)
Лохусуу (эст. Lohusuu vald) — бывшая волость на востоке Эстонии, расположенная на северном побережье Чудского озера в составе уезда Ида-Вирумаа.

## Расположение
Административным центром волости является одноимённый посёлок Лохусуу.
На территории волости находится также 9 деревень: Йыэметса, Калмакюла, Кяраси, Нинаси, Пиильси, Раадна, Сепара, Таммиспяя и Вилуси.